# Estación de La Aldea-Amposta-Tortosa
La Aldea-Amposta-Tortosa (en catalán y según Adif L'Aldea-Amposta-Tortosa) es una estación ferroviaria situada en el municipio español de La Aldea, cerca de Amposta y Tortosa en la provincia de Tarragona, comunidad autónoma de Cataluña. Dispone de servicios de Larga y Media Distancia operados por Renfe.

## Situación ferroviaria
La estación, situada a 15,51 metros de altitud, forma parte del trazado de las siguientes líneas férreas:
- Línea férrea de ancho ibérico Valencia-Tarragona, punto kilométrico 185,2.[1]
- Línea férrea de ancho ibérico Tortosa-Amposta, punto kilométrico 205,6.[1]

## Historia
La estación original fue inaugurada el 12 de marzo de 1865 con la apertura del tramo Amposta-Tarragona de la línea que pretendía unir Valencia con Tarragona. Las obras corrieron a cargo de la Sociedad de los Ferrocarriles de Almansa a Valencia y Tarragona o AVT que previamente y bajo otros nombres había logrado unir Valencia con Almansa. En 1889, la muerte de José Campo Pérez principal impulsor de AVT abocó la misma a una fusión con Norte.
En 1941, tras la nacionalización del ferrocarril en España la estación pasó a ser gestionada por la recién creada RENFE. En 1995, la apertura de la variante del Ebro supuso el cierre de la estación y la apertura de un nuevo recinto situado algo más al norte.
Desde el 31 de diciembre de 2004 Renfe Operadora explota la línea mientras que Adif es la titular de las instalaciones ferroviarias.

## La estación

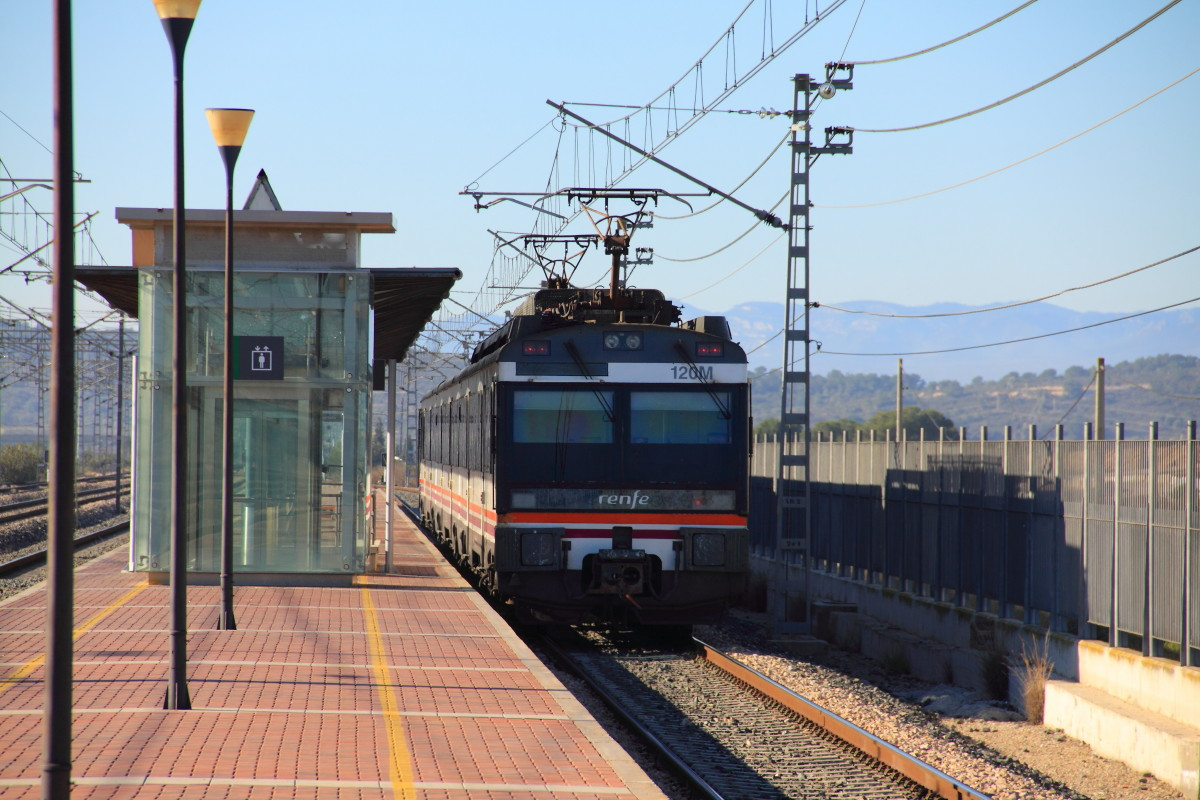
Un automotor eléctrico de la serie 470 de Renfe Operadora llegando a la estación a donde ha retrocedido desde Tortosa para invertir la marcha y continuar su ruta.

Fruto de su construcción en 1996 la estación es un recinto moderno de planta baja y disposición lateral a las vías. Cuenta con un total de cinco vías. Dos principales sin acceso a andén y tres derivadas con acceso al andén lateral y al andén central. Ambos están parcialmente cubiertos con unas singulares marquesinas similares a las usadas en la estación de Ulldecona-Alcanar. Un paso subterráneo y ascensores facilitan el acceso a los mismos. Dispone de venta de billetes, cafetería y aseos. En el exterior existe un aparcamiento habilitado. 

## Servicios ferroviarios

### Larga Distancia
Después de que se suprimiera el ramal que unía Tortosa con la línea que bajaba a la Comunidad Valenciana, los Talgo efectúan parada en esta estación y hace que todo el Delta del Ebro pueda tener conexiones con Levante, Murcia y Andalucía. Sobre el año 2018 hasta 2020, los trenes Euromed efectuaban parada en esta estación, pero desde que se dio la apertura de la variante de Vandellòs, ya no paran.

### Media Distancia
Los trenes de Media Distancia que opera Renfe enlazan la estación con Tortosa, Valencia, Tarragona y Barcelona.